# Marodör
En marodör (fr. maraudeur, av maraude "snatta", "plundra") är en soldat, som i krig utan tillstånd avlägsnar sig från sin trupp och söker igenom befolkningen på krigsorten i syfte att införskaffa sig livsmedel eller värdesaker. Detta, om så nödvändigt, med våld.
Ordet är synonymt med skadegörare och plundrare.